# Root of Things
Root of Things ist ein Jazzalbum des Matthew Shipp Trio mit Michael Bisio und Whit Dickey. Die am 7. September 2013 in den Park West Studios, Brooklyn, entstandenen Aufnahmen erschienen 2014 auf Relative Pitch Records.

## Hintergrund
Matthew Shipps Trio-Aufnahme Root of Things entstand mit dem Bassisten Michael Bisio und dem Schlagzeuger Whit Dickey. Shipp hatte bereits 1990 mit Dickey zusammengearbeitet – auf Circular Temple (Infinite Zero, 1992) und Prism (Brinkman, 1993). Die vorherigen Veröffentlichungen dieses Trios mit Bisio waren eine Live-Aufnahme (Art of the Improviser, Thirsty Ear, 2011) und eine Studio-Session (Elastic Aspects, erschienen ebenfalls bei Thirsty Ear 2012). Dieses Trio holte auch der Saxophonist Ivo Perelman für die Zusammenarbeit auf dessen Album The Edge (Leo Records, 2013).

## Titelliste
- Matthew Shipp Trio: Root of Things (Relative Pitch Records RPR1022)[2]

1. Root of Things 6:32
2. Jazz It 9:38
3. Code J 4:04
4. Path 9:45
5. Pulse Code 4:11
6. Solid Circut 9:31

## Rezeption
Nach Ansicht von Mark Corroto, der das Album in All About Jazz rezensierte, offenbare sich das, was einst kompliziert und nicht zu entziffern klang, durch Eintauchen in seine Tiefen, wie dies zuvor auch Hören mit der Musik von Thelonious Monk gegangen sei. Shipps Kompositionen fänden eine sympathische Behandlung durch dieses Trio.

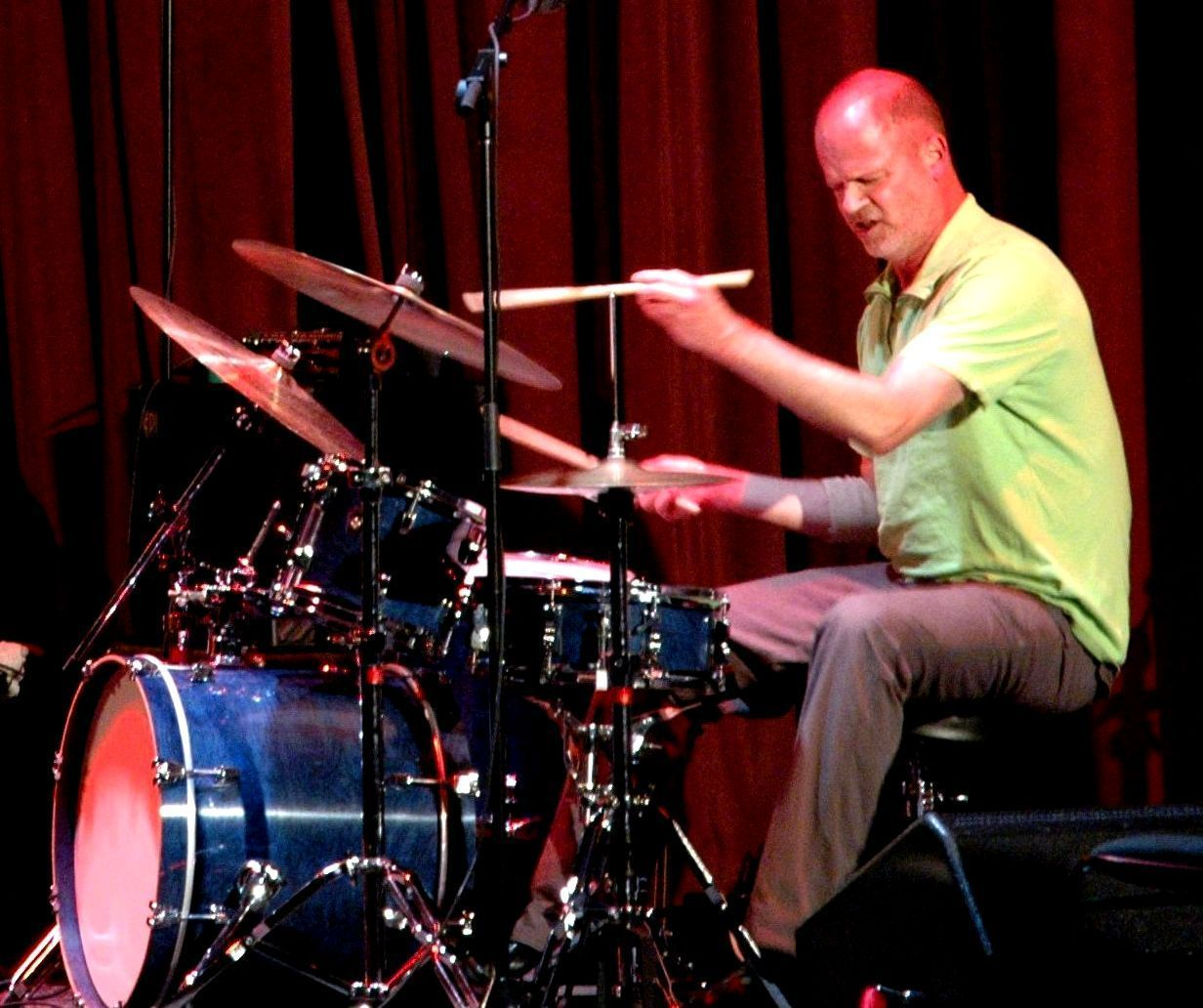
Whit Dickey (2007)

Ebenfalls in All About Jazz schrieb John Sharpe, mit den sechs Titeln des Studioalbums bekräftige dieses Trio seinen Ruf als eines der führenden zeitgenössischen Pianotrios, das Shipps einzigartiges Idiom mit eindringlichen Themen, dunkel donnernden Stimmen und kristalliner romantischer Lyrik kombiniere, und dies überaus kohärent und überzeugend. In Bisio habe Matthew Shipp das perfekte Gegenüber gefunden. Whit Dickey wiederum füge dem musikalischen Geschehen, auch wenn er dabei vergleichsweise unauffällig agiere, Detailschichten hinzu, die erst bei wiederholtem Hören geschätzt werden. Indem er keine Option ausschließe, passten seine vielfältigen Rhythmen besonders zur Vorliebe des Bandleaders, abrupt in das Zeitspiel hinein, aus der Zeit heraus oder zwischen die Tempi zu wechseln.
In The Absolute Sound meinte Derk Richardson, Root of Things könne als eine Reihe von Landkarten erlebt werden, die einen in, durch und aus den individuellen und kollektiven Vorstellungen des Trios führten. Wie bei Karten auf dem Computer oder Smartphone könne man die Details vergrößern und überdenken – die Kreuzungen, die Haarnadelkurven, das Unterholz – oder sich zurückziehen und die großartigeren, fließenden Formen des Geländes schätzen. In beiden Fällen sei die Musik eine Landschaft, die man vielleicht nie verlassen möchte.
Bill Meyer schrieb in Dusted, auf Root of Things gebe es im zweiten Titel „Jazz It“ einen Moment, in dem das Trio wirklich wie ein Instrument klinge. „Das Dröhnen von Matthew Shipps Klaviertasten, Michael Bisios hohen Kontrabasstönen und Whit Dickeys zischenden Hi-Hat- und Snare-Akzenten verbinden sich zu einer perfekt ausbalancierten Aktion - man hört die instrumentalen Elemente nicht, man erlebt eine einheitliche klangliche Einheit, die aus ihrer kollektiven Interaktion entsteht.“ Der Moment dieser Verschmelzung kristallisiere auch einen anderen Aspekt heraus, schrieb Meyer, - die ellingtonsche Vorstellung des Komponisten, „der die Band spielt“, beziehe sich darauf, wie er Aufgaben zuweise, um die Musik zu machen, und nicht darauf, wie die Musik klinge. In Anbetracht dessen, dass es während einer der improvisierten Passagen des Stücks auftritt, war es möglicherweise nicht etwas, was Shipp wollte, so der Autor.„ Aber das macht es nicht weniger gültig oder mächtig. Tatsächlich veranschauliche dieses Ereignis die Absicht der Albumaufzeichnungen, die in seinem Titel angesprochene Wurzel der Dinge darzustellen.“